# Principado de Ansbach
O Principado de Ansbach  (Alemão: Fürstentum Ansbach) ou Marquesado de Brandemburgo-Ansbach foi um principado do Sacro Império Romano centrado na cidade bávara de Ansbach. Os príncipes Hohenzollern, governantes da terra eram conhecidos como marqueses, pois o principado era um marquesado.

## História
O principado foi estabelecido com a morte de Frederico V, Burgrave de Nuremberga, em 21 de Janeiro de 1398, quando as suas terras foram divididas entre os seus dois filhos. O filho mais novo, Frederico VI, recebeu Ansbach e o mais velho, João III, recebeu Bayreuth. Após a morte de João III em 11 de Junho de 1420, os dois principados foram reunidos sob Frederico VI, que se tornou no Príncipe-eleitor Frederico I de Brandemburgo em 1415.
Com a morte de Frederico I em 21 de Setembro de 1440, os seus territórios foram divididos entre os seus filhos; João recebeu o principado de Bayreuth (Brandemburgo-Kulmbach), Frederico recebeu Brandemburgo e Alberto recebeu Ansbach. Posteriormente, Ansbach foi ocupado pelos filhos mais novos da Casa de Hohenzollern, e seus governantes eram chamados de Marqueses de Brandemburgo-Ansbach.
Em 2 de Dezembro de 1791, o príncipe reinante e Marquês de Ansbach, Carlos Alexandre, que também tinha assumido Bayreuth, vendeu a soberania de seus principados ao rei Frederico Guilherme II da Prússia. O Marquês era de meia idade e sem filhos, e Frederico Guilherme era seu parente e chefe da Casa de Hohenzollern. O Marquês mudou-se para a Inglaterra com a sua segunda esposa inglesa. Ansbach foi formalmente anexado em 28 de Janeiro de 1792.

## Principes e Marqueses de Ansbach
- 1398: Frederico VI, Burgrave de Nuremberga (a partir de 1415 também Eleitor de Brandemburgo)
- 1440: Alberto Aquiles (a partir de 1470 também Eleitor de Brandemburgo)
- 1486: Frederico I
- 1515: Jorge o Piedoso
- 1543: Jorge Frederico I
- 1603: Joaquim Ernesto
- 1625: Frederico II
- 1634: Alberto II
- 1667: João Frederico
- 1686: Cristiano Alberto
- 1692: Jorge Frederico II o Jovem
- 1703: Guilherme Frederico (antes de 1686–1723)
- 1723: Carlos Guilherme Frederico (1712–1757)
- 1757: Carlos Alexandre (até 1791)